# جون دايموند (صحفي)
جون دايموند (بالإنجليزية: John Diamond)‏ هو صحفي بريطاني، ولد في 10 مايو 1953 في Metropolitan Borough of Hackney ‏ في المملكة المتحدة، وتوفي في 2 مارس 2001 في مدينة وستمنستر في المملكة المتحدة بسبب سرطان المريء.